# 金谷剛
金谷 剛（かなや たけし、1978年7月30日 - ）は、長野県中野市出身の元プロ野球選手（捕手）。

## 来歴・人物
中野実業高校時代は無名であったが、卒業後単身渡米してフロリダのベースボールアカデミーで力をつけた。1999年には持ち味のパワーを認められ、ボストン・レッドソックス傘下のルーキー級ガルフ・コーストリーグ・レッドソックスと契約し、打率3割1分3厘と好成績を残した。
日本でプロの夢を捨てられず、2000年のドラフト会議で大阪近鉄バファローズから6位指名を受け入団。入団発表の際は「乱闘の時は、梨田監督を守るので任せて欲しい」と記者団の笑いを誘ったエピソードがある。
二軍でも打率1割台0本塁打と売りであった打撃が不振だったこともあり、一軍出場はなく同年シーズン終了後に戦力外通告を受け退団。
その後、プロ野球界続投を希望し12球団合同トライアウトを受けたが、獲得に至る球団は現れなかった。2002年から2005年までNTT信越硬式野球クラブに在籍していた。

## 詳細情報

### 年度別打撃成績
- 一軍公式戦出場なし

### 背番号
- 67 （2001年）